# Maksymilian Misztal
Maksymilian Misztal (ur. 6 listopada 1941 w Siedzowie, zm. 28 grudnia 2017 w Zakopanem.) – polski rzeźbiarz, pedagog, animator i koordynator działań artystycznych.

## Życiorys
Jako uczeń Technikum Elektronicznego w Warszawie, wygrał konkurs rzeźbiarski i przeniósł się do Zakopanego do Liceum Sztuk Plastycznych im.Antoniego Kenara. Po ukończeniu Liceum A.Kenara w 1964 roku zajął się działalnością plastyczną i rzeźbiarską. Autor wielu wystaw indywidualnych w kraju za granicą min. we Francji, Szwajcarii i w Niemczech. Jego prace znajdują się w kolekcjach prywatnych, a jego rzeźby sakralne w kościołach we Francji m.in. w Châtel, Abondance. Autor dekoracji Festiwalu Folkloru Ziem Górskich w 1972 i 1973 roku. Prowadził również działalność pedagogiczną, organizując kursy rzeźbiarskie dla dzieci i młodzieży. Z żoną Jagodą był współzałożycielem Klubu Gazety Polskiej w Zakopanem.